# 11. junij
11. junij je 162. dan leta (163. v prestopnih letih) v gregorijanskem koledarju. Ostajajo še 203 dnevi.

## Dogodki
- 1509 – poročita se Henrik VIII. Angleški in Katarina Aragonska
- 1534 – Jacques Cartier in njegova posadka se udeležijo prve katoliške maše v Severni Ameriki
- 1770 – James Cook nasede na Velikem koralnem grebenu
- 1788 – ruski raziskovalec Gerasim Izmailov doseže Aljasko
- 1898 – ameriške bojne ladje odplujejo proti Kubi
- 1899 – papež Leon XIII. posveti celotno človeštvo Jezusovemu Srcu
- 1901 – Nova Zelandija si priključi Cookove otoke
- 1903 – srbska vojska ubije kralja Aleksandra Obrenovića in na njegovo mesto postavi Petra Karađorđevića
- 1940 – Britanci bombardirajo Genovo
- 1942 – ZDA razširijo Lend-Lease Act še na ZSSR
- 2004 – vesoljsko plovilo Cassini-Huygens se približa Saturnovi luni Febi

## Rojstva
- 1572 – Benjamin Jonson, angleški dramatik, pesnik, igralec († 1637)
- 1659 – Jamamoto Cunetomo, japonski samuraj, budistični menih in bušido teoretik († 1719)
- 1776 – John Constable, angleški slikar († 1837)
- 1811 – Visarjon Grigorjevič Belinski, ruski literarni kritik, publicist in filozof († 1848) (po julijanskem koledarju 30. maj)
- 1847 – Millicent Garrett-Fawcett, angleška feministka († 1929)
- 1864 – Richard Strauss, nemški skladatelj († 1949)
- 1867 – Charles Fabry, francoski fizik († 1945)
- 1876 – Alfred Louis Kroeber, ameriški antropolog in arheolog († 1960)
- 1879 – Max Schreck, nemški filmski igralec († 1936)
- 1881 – Fran Tratnik, slovenski slikar († 1957)
- 1910 – Jacques-Yves Cousteau, francoski raziskovalec († 1997)
- 1910 – Zoran Didek, slovenski slikar in pedagog(† 1975)
- 1915 – Nicholas Metropolis, grško-ameriški fizik, matematik in računalnikar († 1999)
- 1922 –Erving Goffman, kanadski sociolog († 1982)
- 1922 – Alberto Bovone, italijanski kardinal († 1998)
- 1939 – sir Jackie Stewart, škotski avtomobilski dirkač
- 1947 – Bob Evans, britanski avtomobilski dirkač
- 1949 – Tom Pryce, britanski avtomobilski dirkač († 1977)
- 1955 – Jurij Sedih, ukrajinski atlet
- 1956 – Simon Plouffe, kanadski matematik
- 1959 – Hugh Laurie, britanski igralec, komik in glasbenik,
- 1964 – Jean Alesi, francoski avtomobilski dirkač
- 1981 – Emiliano Moretti, italijanski nogometaš
- 1985 – Dimitrij Koldun, beloruski pevec
- 1991 – Sašo Avsenik, slovenski harmonikar
- 1992 – Julian Alaphilippe, francoski cestni kolesar

## Smrti
- 1051 – Bardo iz Mainza, nadškof Mainza (* 981)
- 1183 – Henrik Mladi Kralj, kralj Anglije, vojvoda Normandije ter Anžujski in Mainški grof (* 1155)
- 1216 – Henrik Flandrijski, latinski cesar Konstantinopla (* 1176)
- 1298 – Jolanda Poljska, madžarska princesa, vojvodinja Velike Poljske, redovnica (* 1235)
- 1393 – Ivan Burbonski, francoski plemič, grof La Marcheja (I.) in Vendômeja (VII.) (* 1344)
- 1551 – Andrej Perlah, slovenski matematik, astronom, astrolog, zdravnik (* 1490)
- 1557 – Janez III., portugalski kralj (* 1502)
- 1727 – Jurij I., angleški kralj (* 1660)
- 1791 – Franc Marič, slovenski učitelj, kantor in pesnik († po letu 1844)
- 1828 – Dugald Stewart, škotski filozof (* 1753)
- 1844 – Urban Jarnik, slovenski jezikoslovec (* 1784)
- 1847 – John Franklin, angleški admiral, raziskovalec (* 1786)
- 1856 – Ivan Vasiljevič Kirejevski, ruski filozof, kritik, pisatelj (* 1806)
- 1858 – knez Klemens von Metternich, avstrijski politik (* 1773)
- 1864 – James Frederick Ferrier, škotski metafizik (* 1808)
- 1894 – Franc Kosar, slovenski teolog in filozof (* 1823)
- 1897 – Carl Remigius Fresenius, nemški kemik (* 1818)
- 1903 – Aleksander I. Obrenović, srbski kralj (* 1876)
- 1924 – François Clément Théodore Dubois, francoski skladatelj (* 1837)
- 1934 – Lev Semjonovič Vigotski, ruski psiholog (* 1896)
- 1936 – Robert Ervin Howard, ameriški pisatelj (* 1906)
- 1937 – Mihail Nikolajevič Tuhačevski, ruski general (* 1893)
- 1949 – Oton Župančič, slovenski pesnik (* 1878)
- 1967 – Wolfgang Köhler, nemški psiholog (* 1887)
- 1973 – Erich von Manstein, nemški feldmaršal (* 1887)
- 1975 – Dušan Kermavner, politični aktivist, zgodovinski publicist (* 1903)
- 1979 – John Wayne, ameriški filmski igralec (* 1907)
- 1984 – Enrico Berlinguer, italijanski politik (* 1922)
- 1998 – Jože Privšek, slovenski skladatelj, dirigent, pianist, aranžer (* 1937)
- 2001 – Timothy James McVeigh, ameriški terorist (* 1968)
- 2008 – Taras Kermauner, filozof, literarni zgodovinar, dramaturg, esejist, akademik (* 1930)

## Prazniki in obredi
- ZDA, Havaji - kamehameha